# Capella del Roser (Torroella de Montgrí)
La Capella del Roser és una església de Torroella de Montgrí (Baix Empordà) inclosa a l'Inventari del Patrimoni Arquitectònic de Catalunya.

## Descripció
Situada als afores de la població, és una petita construcció de tipus popular d'una sola nau i absis semicircular, amb teulada a dues vessants sobre les façanes laterals. La façana d'accés mostra una porta rectangular, emmarcada en pedra, amb dues petites obertures a banda i banda, un petit òcul superior i un espadat d'arc de mig punt al capcer.

## Història
La capella apareix documentada des de l'any 1600, encara que probablement és d'origen anterior. En l'actualitat hi ha un projecte de restauració sufragat per donació popular.